# Guziec
Guziec (Phacochoerus) – rodzaj ssaków z podrodziny świń (Suinae) w obrębie rodziny świniowatych (Suidae). 

## Rozmieszczenie geograficzne
Rodzaj obejmuje gatunki występujące w Afryce. 

## Morfologia
Długość ciała samic 105–140 cm, samców 125–150 cm, długość ogona 35–50 cm, długość górnych kłów u samców 25–30 cm (rekordowo 60 cm), wysokość w kłębie 55–85 cm; masa ciała samic 50–75 kg, samców 60–150 kg. 

## Systematyka
Rodzaj zdefiniował w 1826 roku francuski zoolog i paleontolog Frédéric Cuvier w haśle dotyczącym guźca opublikowanym w słowniku historii naturalnej. Cuvier wymienił dwa gatunki – Aper aethiopicus Pallas, 1766 i Sus africanus J.F. Gmelin, 1788 – z których gatunkiem typowym jest Aper aethiopicus Pallas, 1766.

### Etymologia
- Aper: łac. aper ‘dzik, odyniec’[23]. Gatunek typowy (oznaczenie monotypowe): Aper aethiopicus Pallas, 1766.
- Macrocephalus: gr. μακρος makros ‘długi’; -κεφαλος -kephalos ‘-głowy’, od κεφαλη kephalē ‘głowa’[16]. Gatunek typowy (oznaczenie monotypowe): Aper aethiopicus Pallas, 1766.
- Pachurus: gr. παχυς pakhus ‘wielki, gruby’; ουρα oura ‘ogon’[24].
- Eureodon: gr. ευρυς eurus ‘szeroki’; οδους odous, οδοντος odontos ‘ząb’[25]. Gatunek typowy (oznaczenie monotypowe): Aper aethiopicus Pallas, 1766.
- Phacochoerus (Phacochaeres, Phacochaeres, Phascochoeres, Phascochoerus, Phacocherus, Phascochaeres): gr. φακος phakos ‘brodawka’; χοιρος khoiros ‘świnia’[26].
- Dinochoerus: gr. δεινος deinos ‘straszny, potężny’[27]; χοιρος khoiros ‘świnia’[28][14]. Gatunek typowy (oznaczenie monotypowe): Aper aethiopicus Pallas, 1766.
- Phacellochaerus (Phacellochoerus): gr. φακελος phakelos ‘wiązka, pęk’; χοιρος khoiros ‘świnia’[29]. Gatunek typowy: nie podany, najprawdopodobniej niepoprawna późniejsza pisownia Phacochoerus.
- Potamochoerops: rodzaj Potamochoerus J.E. Gray, 1854 (dzikan); ωψ ōps, ωπος ōpos ‘wygląd, oblicze’[30]. Gatunek typowy (oznaczenie monotypowe): †Phacochoerus antiquus Broom, 1948.

### Podział systematyczny
Do rodzaju należą następujące występujące współcześnie gatunki: 
| Grafika | Gatunek                  | Autor i rok opisu   | Nazwa zwyczajowa | Podgatunki                      | Rozmieszczenie geograficzne | Podstawowe wymiary                               | Status IUCN |
| ------- | ------------------------ | ------------------- | ---------------- | ------------------------------- | --- | ------------------------------------------------ | ----------- |
|         | Phacochoerus africanus   | (J.F. Gmelin, 1788) | guziec zwyczajny | 4 podgatunki                    | północny region sawanny i Sahelu od Mauretanii na wschód do Erytrei, Dżibuti i północnej Somalii, na południe przez Afrykę Wschodnią do południowo-zachodniej Angoli, Namibii, północnej Botswany i Południowej Afryki; zakres wysokości: 0–3500 m n.p.m. | DC: 105–150 cm DO: 35–50 cm MC: 50–150 kg        | LC          |
|         | Phacochoerus aethiopicus | (Pallas, 1766)      | guziec pustynny  | 2 gatunki (w tym jeden wymarły) | Półwysep Somalijski w południowo-zachodniej i południowej Somalii, wschodniej Etiopii i wschodniej Kenii; zakres wysokości: powyżej 1000 m n.p.m. | DC: około 131 cm DO: około 44 cm MC: brak danych | LC          |

Kategorie IUCN:  LC  – gatunek najmniejszej troski.
Opisano również gatunki wymarłe:
- Phacochoerus antiquus Broom, 1948[33] (Afryka; pliocen).
- Phacochoerus garrodae Bate, 1934[34] (Azja; plejstocen).